# Uniforme scolaire

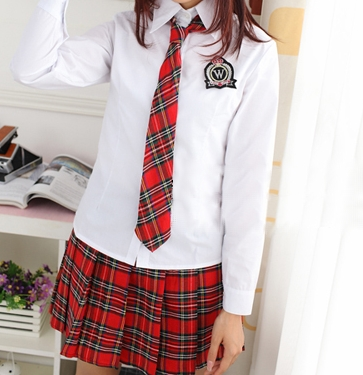
Un uniforme scolaire.

L’uniforme scolaire est un uniforme porté dans les établissements d'enseignement primaire et secondaire dans de nombreux pays, en particulier pour la pratique sportive. Il existe aussi des tenues professionnelles uniformes portées par les élèves d'établissements professionnels, par exemple médicaux, lors de travaux pratiques. Leur caractère est purement utilitaire.
Les uniformes de garçons sont généralement composés d'un pantalon sombre, ou souvent d'une culotte courte ou de bermudas, associés à une chemise claire et à une cravate, auxquels on ajoute une veste par temps froid.
Les uniformes de filles peuvent être composés d'une cravate, d'une jupe ou un kilt, et un chemisier. Le fait qu'il y ait des tenues différentes pour les filles et les garçons est parfois sujet à débat, et certains établissements permettent aux filles de choisir entre jupe et pantalon. Dans certains pays, un blazer ou une veste de costume peut faire partie des uniformes. La gestion des règlements liés aux uniformes est une tâche importante.
L'uniforme est plus souvent exigé dans les établissements qui sont des internats, en particulier les établissements publics. Des établissements privés peuvent exiger le port de l'uniforme ou au moins de respecter un code vestimentaire strict. Au Royaume-Uni et en Irlande, les écoles privées (private schools) imposent un uniforme tandis que les écoles libres en imposent de moins en moins. C'est au Japon et en Corée du Sud que l'uniforme est le plus présent puisque presque toutes les écoles en imposent un.

## Uniforme ou code vestimentaire?
Un code vestimentaire indique ce que les élèves ne doivent pas porter, comme des chemises fines ou laissant le ventre découvert, des vêtements faisant la promotion du tabac, de l'alcool ou de drogues, ou des pantalons à taille basse. Un règlement d'uniforme indique ce que les élèves doivent porter, par exemple des polos aux couleurs de l'école dans certaines écoles publiques américaines.
Les vêtements des équipes de sports font partie de la logique des uniformes scolaires des collèges anglais (et plus largement anglo-saxons) dont ils sont issus, comme la plupart des règles de jeux de ces sports collectifs.

## Le débat sur l'uniforme scolaire

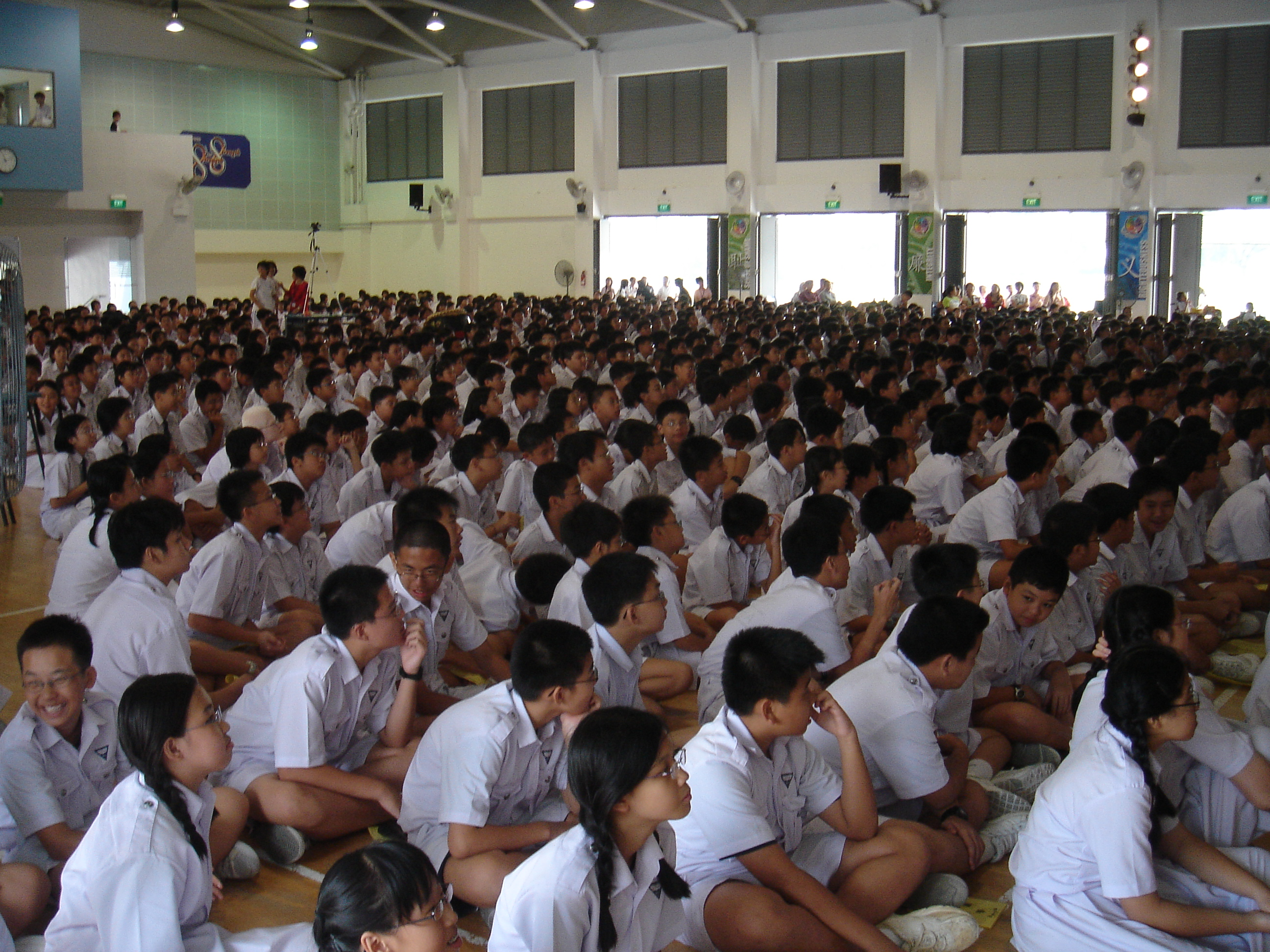
Plusieurs centaines de lycéens en uniforme, lors d'une assemblée à l’ à Singapour.

### Arguments pour l'uniforme
Les arguments régulièrement cités en faveur de l'uniforme scolaire s'organisent autour de différents grands axes.
Les arguments en faveur de la laïcité mettent en avant le fait que le port d'un uniforme permet de masquer les signes vestimentaires d'appartenance religieuse.
Le second type d'argument avance que le port de l'uniforme à l'école impliquerait une meilleure intégration des élèves, ceux-ci ne pouvant plus se définir en fonction des vêtements qu'ils portent, à partir des marques vestimentaires, etc. Cela permettrait également d'éviter que les élèves n'ayant pas les moyens de posséder ces marques ou ne respectant pas les codes vestimentaires de la mode soient exclus,.
Le troisième type d'argument est que le port d'un uniforme permet de porter les couleurs d'un établissement scolaire, faisant d'eux des ambassadeurs de l'établissement à l'extérieur, et renforçant ainsi l'unité des élèves en créant un sentiment d'appartenance.
Enfin, le dernier type d'argument affirme que le fait de porter un uniforme aurait une influence directe sur le comportement des enfants ; le port d'un uniforme strict permettrait ainsi d'obtenir un meilleur comportement, du fait de l'image que l'uniforme renvoie des enfants vis-à-vis des autres.

### Arguments contre l'uniforme
Les arguments régulièrement cités contre l'uniforme scolaire s'articulent autour de plusieurs grands thèmes :
L'uniforme est accusé de rapprocher l'école du fonctionnement d'un corps militaire. Certains n'hésitent pas à parler d'« embrigadement de la jeunesse ». En Allemagne par exemple, l'uniforme scolaire est souvent vilipendé comme une réminiscence de la jeunesse hitlérienne. Imposant une tenue vestimentaire aux jeunes, il restreint l'expression de la personnalité. De plus, en habituant les jeunes à accepter un moule, l'uniforme devient un puissant vecteur du conformisme social.
Un argument souvent cité dénonce le fait que l'uniforme scolaire ne prépare pas les enfants à la vie dans le monde « extérieur », où l'uniforme n'existe plus. Notamment, cela ne préparerait pas les enfants à l'acceptation de la différence. Selon le sociologue Alain Touraine :
« L’école tournée vers l’école n’est tournée ni vers l’enfant, ni vers la Nation ; elle devient un monde ayant de moins en moins de repères par rapport au monde extérieur. Tout ce qui en fait un monde isolé, séparé, protégé me semble néfaste. La grande affaire aujourd’hui, c’est au contraire d’intégrer les enfants venus du dehors sans rompre leur histoire personnelle. Au lieu de leur imposer un uniforme, je voudrais qu’on leur apprenne, ainsi qu’aux enseignants, l’importance et la beauté du multiculturalisme, de la communication entre les cultures. »
Il est reproché à l'uniforme de coûter plus cher, et à son coût de se rajouter à celui des vêtements de ville portés dès la sortie de l'école.
L'uniforme est également souvent dénoncé comme incommode (les jupes en hiver, même s'il est parfois autorisé de les porter avec des chaussettes hautes ou des collants) et inconfortable, et pas toujours très seyant. Un autre argument est que souvent l'uniforme n'est pas le même pour les garçons et les filles, ce qui contribue à la séparation des sexes dans la société.
Enfin, les arguments avancés en faveur de l'uniforme scolaire sont souvent dénoncés, ses opposants trouvant l'uniforme inefficace dans la lutte contre les inégalités, pour l'intégration, etc..

## Utilisation des uniformes scolaires par pays

Utilisation d'uniformes scolaires par pays
Les uniformes sont répandus
Les uniformes ne sont pas courants

### Allemagne
Il n'y a pas de tradition d'uniforme scolaire en Allemagne. Dans la Seconde Guerre mondiale les membres de la jeunesse hitlérienne portaient leurs uniformes en cours, et les enfants uniformés ont été directement associés à l'enrôlement militaire nazi. Récemment, certaines écoles ont adopté les uniformes scolaires pour leurs effets supposés sur la discipline et pour contrer la « guerre des marques » entre élèves. Cependant, ces uniformes seraient considérés comme marginaux dans d'autres pays, car ils ne sont généralement composés que d'une chemise ou d'un pull spécifique à l'école.

### Australie

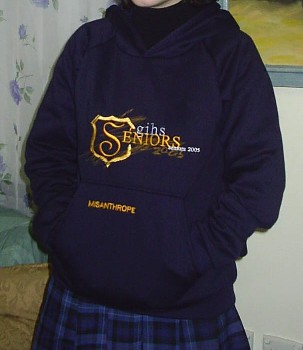
Un pull d'élève australienne de dernière année en 2005.

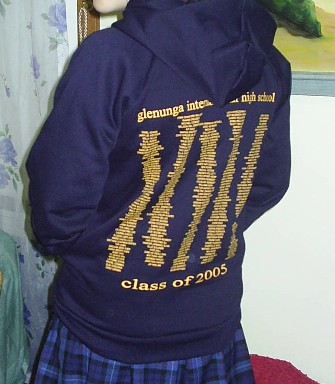
Le dos du même pull.

Dans tous les États d'Australie, la plupart des écoles privées et publiques impose le port de l'uniforme. Pour les garçons, il s'agit généralement d'un pantalon ou d'un short, d'un pull et d'une chemise boutonnée ou d'un tee-shirt. Pour les filles, une jupe ou une robe, un pull, un chemisier et/ou un tee-shirt ; parfois, elles peuvent aussi porter des pantalons ou des shorts. Pour les filles et les garçons, l'uniforme peut inclure un blazer, une cravate et un chapeau. Une tenue spécifique est utilisée pour les activités sportives.
Les établissements privés ont généralement des uniformes plus élégants et un code plus strict que les établissements publics. Leurs élèves ne doivent généralement pas sortir de l'école en tenue de sport ; ils peuvent également être punis si un de leurs professeurs ou un prefect les surprend portant un uniforme incorrect en dehors de l'école (ce qui inclut les transports ou les centres commerciaux).
La tradition veut que dans les lycées australiens, les élèves en dernière année (parfois aussi en avant-dernière année) portent des pulls différents appelés senior jumpers (ou senior jerseys), seniors' jumpers ou leavers' jumpers, qui font partie de l'uniforme officiel mais uniquement pour l'année concernée. Il est de plus en plus fréquent que les élèves en dernière année d'école primaire (la sixième ou la septième année selon les États) fassent de même.

### Belgique
Seuls quelques établissements scolaires en Belgique imposent un uniforme ou un code vestimentaire, il s'agit pour la plupart d'écoles catholiques (par exemple, le Collège Sacré-Cœur de Jette ou l'Institut de la Vierge Fidèle), d'écoles privées (Ecole Internationale Montgomery - International school) ou encore d'écoles hôtelières (par exemple, l'école hôtelière Ter Duinen à Coxyde, ou l'école hôtelière provinciale de Namur). Quelques écoles du réseau officiel en ont aussi imposé un comme le lycée Guy Cudell à Saint-Josse-ten-Noode.

### Cambodge
Le port de l'uniforme, dont l'achat est à la charge des familles, est obligatoire dans l'enseignement primaire et secondaire.
L’uniforme se compose d'un chemisier blanc et d'une jupe bleu marine pour les filles, d'une chemise blanche et d'un pantalon bleu pour les garçons.

### Canada
Au Canada, ce sont souvent les écoles privées qui exigent l'uniforme. De nombreuses régions du Canada possèdent des écoles financées par les fonds publics, la plupart d'entre elles n'ont pas d'uniforme. Récemment, certaines écoles ont supprimé la jupe de leurs uniformes au profit de pantalons ou de jupes-culottes. Des cyclistes peuvent également être portés sous la jupe. Le haut est généralement constitué d'un chemisier ou d'une chemise de golf, auxquels s'ajoutent des pulls ou des sweats. Garçons et filles peuvent porter des pantalons de couleur.
Le choix d'imposer un uniforme dépend de chaque école. Dans un contexte de concurrence avec l'enseignement privé, les écoles publiques avec uniforme obligatoire sont en 2016 en voie de devenir la norme au Québec.

### Chine
En Chine, les uniformes scolaires sont de rigueur pour toutes les écoles publiques et pour la majeure partie des écoles privées.
Depuis les années 1990, les uniformes étaient des survêtements de sport, pratiques pour les activités physiques quotidiennes des élèves, et, peu coûteux. Au fur et à mesure, les uniformes ont changé. Ils sont devenus plus élégants pour convenir aux nouveaux besoins des élèves et des familles. Aujourd'hui, ils reprennent à peu près le code des uniformes scolaires japonais, une jupe courte plissée et des chaussettes hautes pour les filles par exemple.
Pour certaines écoles, deux puces GPS permettant de localiser l'élève ont été intégrées aux uniformes pour pouvoir limiter les cas d'école buissonnière, et pour pouvoir vérifier que l'élève en question porte bien son propre uniforme et non celui d'un camarade par reconnaissance faciale ou d'empreinte digitale. Si un élève quitte l'école, une alarme se déclenche pour prévenir les adultes.

### Corée du Sud
Tous les élèves de l'enseignement secondaire en Corée du Sud portent un uniforme appelé « 교복 » ou « 校服 » (gyobock) qui varie selon les établissements. Les uniformes scolaires ont été introduits au début du XXe siècle.

### États-Unis

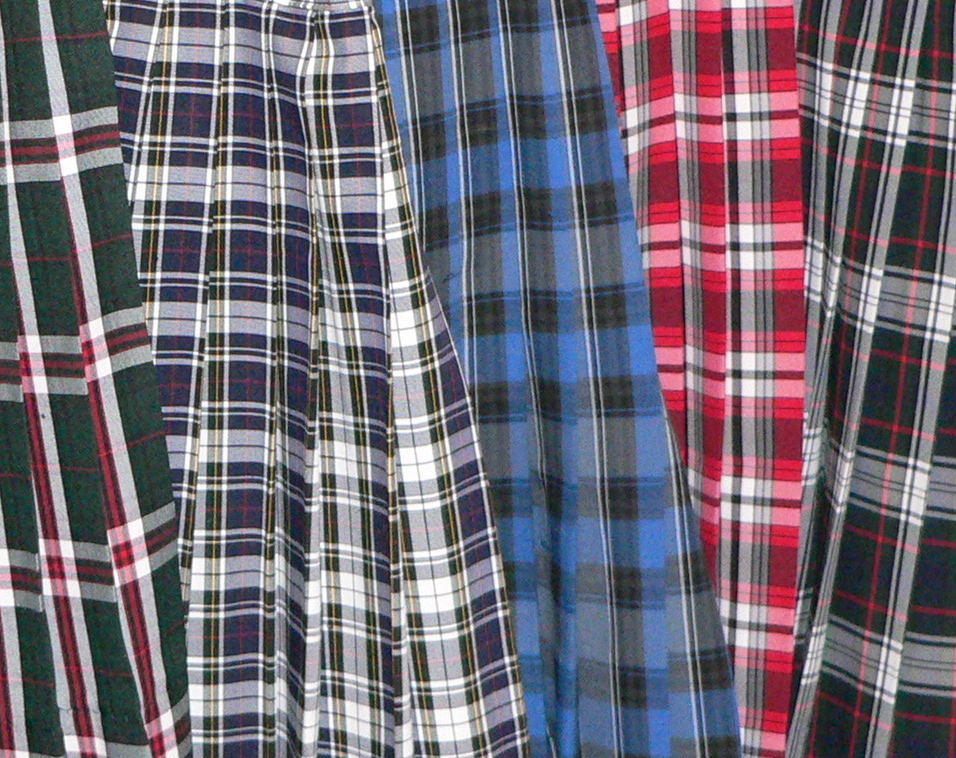
La jupe à motifs écossais est typique de l'uniforme féminin des écoles catholiques du Canada et des États-Unis.

La plupart des écoles publiques des États-Unis d'Amérique n'imposent pas d'uniforme mais ont généralement des codes vestimentaires, qui réglementent en particulier la longueur des jupes et la surface de peau exposée. Ils incluent aussi, en général, l'interdiction de vêtements troués ou abîmés, laissant voir les sous-vêtements, et plus généralement les tenues obscènes, liées aux gangs ou dangereuses. Certains codes vestimentaires spécifient le type de vêtements de haut (par exemple avec des cols) et de bas autorisés, et les couleurs autorisées (généralement les couleurs de l'école). Pendant les dernières années, il a été constaté une forte augmentation de l'utilisation des uniformes à tous les niveaux d'enseignement. Selon la National Association of Elementary School Principals (NAESP), le pourcentage d'écoles publiques imposant l'uniforme est passé de 3 % en 1997 à plus d'une sur cinq (21 %) en 2000.
L'uniforme est très courant dans les écoles privées, en particulier dans les écoles catholiques. Les uniformes sont généralement similaires à ceux utilisés dans les établissements publics, mais certaines écoles utilisent des tenues plus proches des uniformes britanniques, avec des blazers et des cravates. Pour les filles, les jupes peuvent être remplacées par des jupes-culottes, en particulier pour les écoles épiscopaliennes ou non-paroissiales.
En 1994, un district scolaire de Californie du Sud, le Long Beach Unified School District, a imposé l'uniforme dans toutes ses écoles primaires et ses middle schools. Ce fut le début d'une nouvelle mode aux uniformes scolaires aux États-Unis, en particulier dans les zones urbaines. Bill Clinton parla des efforts de ce district en 1996. L'adoption d'uniformes propres à l'école ou au district (ou au moins d'un « code vestimentaire standardisé », qui n'est pas aussi rigide qu'un uniforme mais qui laisse un peu de liberté dans des limites bien déterminées) était motivé par un besoin de s'opposer aux vêtements liés aux gangs (ainsi que la pression faite aux familles d'acheter des vêtements de marque à leurs enfants pour qu'ils ne soient pas rejetés par leurs camarades) mais aussi d'améliorer la morale et la discipline.

### France

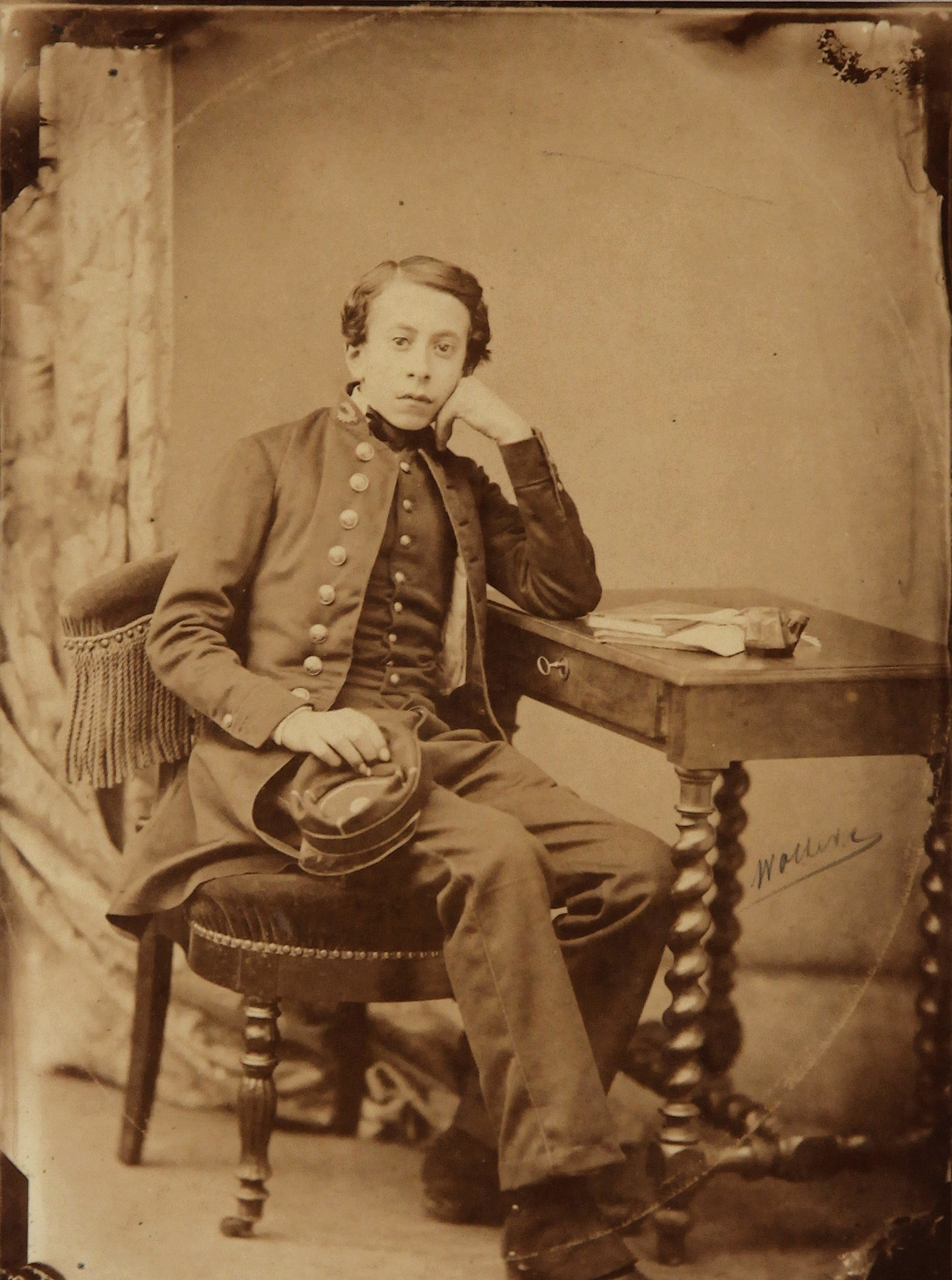
Un lycéen à Nantes en 1862, Tristan Corbière.

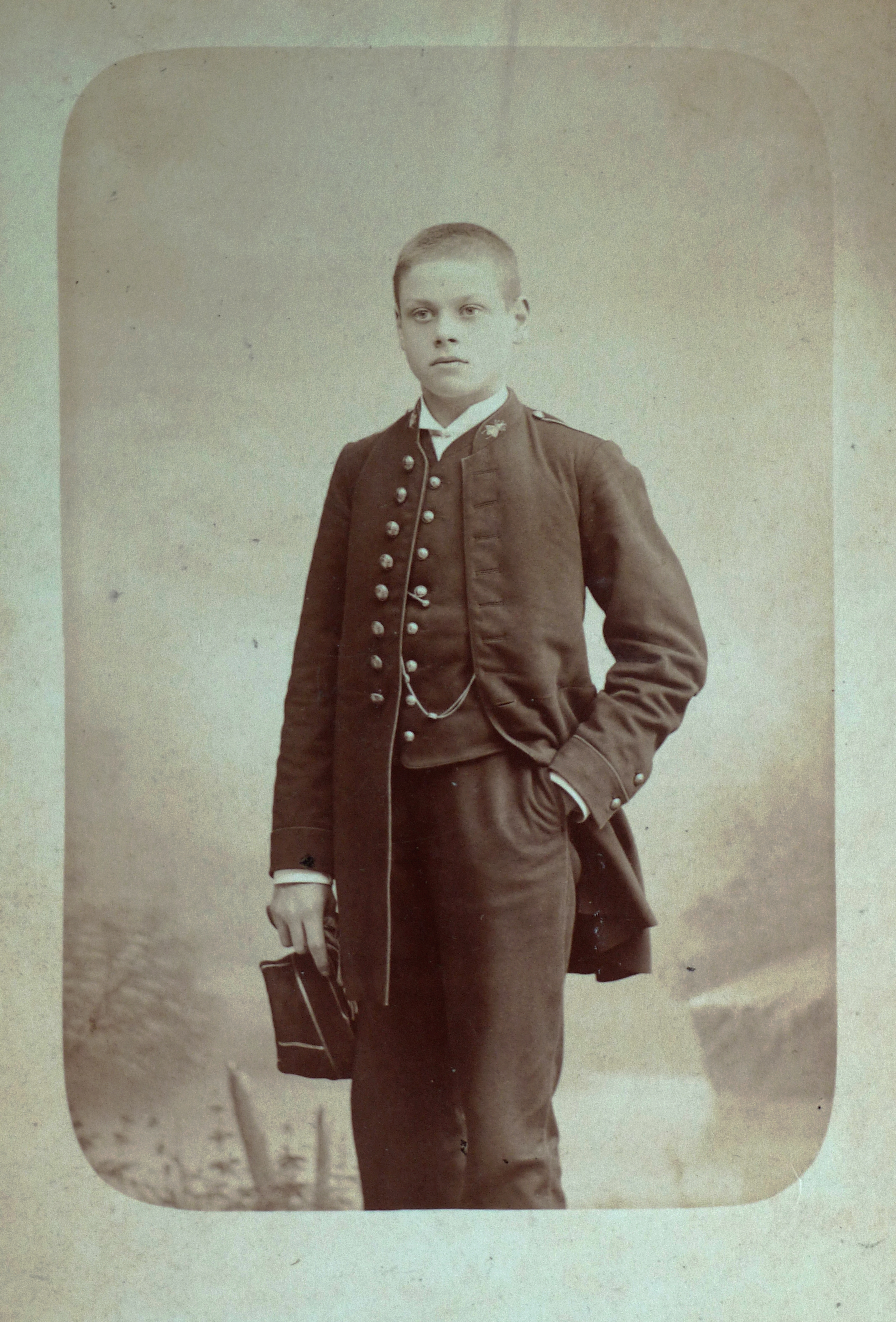
Élève de l'École centrale Paris, vers 1890.

Depuis 1968, les établissements scolaires de France métropolitaine, à quelques exceptions près, n'imposent plus d'uniforme. Cependant, la « guerre des marques » et les discussions sur les interdictions de tenues inadaptées (crop top, claquettes chaussettes, tenues à caractère religieux, etc) font du port de l'uniforme un sujet de débat politique et médiatique récurrent.

#### Historique
Historiquement, le port de l'uniforme n'a jamais été obligatoire dans l'ensemble de l'enseignement public français.
Un uniforme d'allure militaire a été obligatoire au sein des lycées, de leur création en 1802 jusque vers 1914. Cette obligation a perduré dans certains lycées publics et privés. Jusqu'en 1970 par exemple, les lycées de jeunes filles Sophie Germain, Hélène Boucher, et Maurice Ravel avaient des blouses d'uniforme obligatoire, de couleur réglementaire, avec pour deux d'entre eux une alternance de couleur. Le nom brodé dessus en rouge avec la classe était tout aussi réglementaire. Le règlement intérieur de deux des trois lycées (Hélène Boucher et Maurice Ravel) invoquaient l'occultation des classes sociales. La crise estudiantine de mai 1968 a été un tournant, amenant un grand nombre de collèges et lycées, publics comme privés, qui imposaient encore le port de l'uniforme à abandonner cette pratique. La blouse disparaît également après cette date des écoles primaires, où elle était davantage imposée pour des raisons pratiques qu'idéologiques.
Par ailleurs, comme le rappelle l'historien Jean-François Chanet, sous la IIIe République, les élèves-maîtres des écoles normales d'instituteurs portaient un uniforme, inspirant l'écrivain Charles Péguy, qui dans L'Argent évoque les « hussards noirs de la République ». La disparition de l'uniforme professoral a également concerné la toge universitaire.

#### Écoles ayant instauré ou maintenu l'uniforme
Si le port de l'uniforme n'est pas en vigueur dans la grande majorité des établissements scolaires français, il existe cependant plusieurs exceptions notables, notamment hors des collèges et lycées publics métropolitains sous tutelle du ministère de l’Éducation Nationale.
En métropole, les lycées de la défense, autrefois appelés lycées militaires, imposent le port d'un uniforme à leurs élèves. Ils sont au nombre de six en France : quatre dépendant de l'armée de terre (le Prytanée national militaire à la Flèche, Aix, Autun, St Cyr), un dépendant de la Marine nationale (lycée naval de Brest) et un de l'armée de l'air (les pupilles de l'air de Montbonnot Saint-Martin). Ces mêmes lycées de la défense imposent une coupe de cheveux pour les garçons, ne devant être « ni trop courte, ni trop longue », et correspondant dans les faits à une coupe militaire. Toute dérogation à la règle est sanctionnée, et en cas de récidive la sanction peut être sévère.
De même, les maisons d'éducation de la Légion d'honneur, établissements secondaires réservés réservée aux filles, petites-filles et arrière-petites-filles des décorés de la Légion d'honneur et sous tutelle du ministère de la Justice, imposent le port d'un uniforme à leurs élèves. Il est constitué d'une robe bleu marine, sans manches, et d'un chemisier blanc à manches courtes en été et à manches longues en hiver.
Depuis mars 2012, les élèves de l'internat d'excellence de Sourdun, en Seine-et-Marne, portent un uniforme scolaire (chemise blanche, cravate noire, costume noir pour les garçons ; veste noire, chemise blanche, jupe ou pantalon noir pour les filles). C'est ainsi le seul établissement scolaire public métropolitain sous tutelle du ministère de l’Éducation nationale à avoir instauré cette obligation.
Plusieurs établissements privés imposent également le port de l'uniforme (par exemple, l'institut de la Tour à Paris et l'école de Tersac, près de Bordeaux) ou, a minima, un dress code assez strict (par exemple, l'école de Provence à Marseille et le lycée Stanislas à Paris).
Depuis le 5 novembre 2018, six écoles primaires de la ville de Provins en Seine-et-Marne, ont adopté le port de l'uniforme. L'uniforme n'y est cependant pas obligatoire. Sur les 750 élèves concernés, un peu plus de 340 uniformes ont été commandés. Le but poursuivi est de « sanctuariser le temps scolaire en faisant en sorte qu’il y ait un temps pendant l’école et un temps après » ainsi que de « renforcer le sentiment d’appartenance à la communauté éducative en gommant les différences pour revenir à la promesse d’intégration républicaine portée par l’école publique », a déclaré le maire de Provins. Le trousseau de 10 pièces comporte quatre polos (deux manches longues, deux manches courtes), deux pulls-over bleu ciel, une veste-sweat de couleur bleu marine, deux pantalons et une jupe bleu marine pour les filles, deux pantalons et un bermuda pour les garçons. Les hauts seront siglés d’un écusson et de la devise « Liberté, égalité, fraternité »,,,,,,,,,,. Cependant, cinq ans plus tard, le maire admet que l'expérience s'est soldée par un échec et que plus aucun élève ne porte d'uniforme dans les écoles concernées.
Dans les Antilles françaises (Martinique et Guadeloupe), ainsi qu'en Guyane française, le port de l'uniforme est obligatoire depuis la fin des années 1980, à quelques exceptions près, dans les établissements primaires comme secondaires,. En Nouvelle-Calédonie, une « tenue commune » (constituée d'une gamme de cinq polos, deux t-shirts, une veste polaire et un chapeau à l'Australienne pour chaque élève) est en vigueur depuis 2017 dans les écoles primaires publiques de la Province Sud, et a aussi été adoptée par certains collèges ou d'autres établissements du Sud et du Nord. En Polynésie, l'uniforme est obligatoire dans sept collèges de Tahiti. Le port de l'uniforme au lycée est de nouveau de rigueur depuis la rentrée 2008.[réf. nécessaire]
Enfin, plusieurs lycées français de l'étranger, situés dans des pays où le port de l'uniforme est la norme, le rendent obligatoire, notamment le lycée français de New York et le lycée Churchill de Londres (dans ce dernier cas, ni veste ou cravate obligatoire mais une chemise et un pantalon bleu marine).
Quoiqu'il ne s'agisse pas d'un uniforme scolaire à proprement parler, la plupart des lycées professionnels de l'hôtellerie, publics comme privés, imposent le port d'un costume et de la cravate aux garçons. Pour les jeunes filles, une tenue classique (au choix pantalon ou jupe) et des collants de couleur chair est exigée. On peut citer comme exemple les écoles hotelières Tunon et Vatel.

#### Prises de positions politiques en faveur de la généralisation de l'uniforme scolaire
Plusieurs personnalités politiques, en grande majorité de droite mais parfois de gauche, comme la sénatrice PS Samia Ghali, ont proposé d'instaurer le port obligatoire de l'uniforme dans tous les établissements scolaires français. Cependant, ce projet n'a jamais été mis en œuvre, quand bien même ses promoteurs étaient au pouvoir.
En 2003, le ministre délégué à l'Enseignement scolaire Xavier Darcos membre d'un gouvernement de droite, suggère l'idée de création d'un uniforme scolaire ; il est cependant désavoué par son ministre de tutelle Luc Ferry. En 2013, alors que le parti socialiste dirige la France, le député UMP Bernard Debré et le sénateur UMP Jacques Grosperrin déposent une proposition de loi en ce sens. En 2016, le candidat LR à l'élection présidentielle François Fillon inscrit le port de l'uniforme dans son programme. En 2018, le ministre de l’Éducation Nationale, Jean-Michel Blanquer, qui fut membre du cabinet de Xavier Darcos, reprend l'idée en se prononçant en faveur du port de l'uniforme dans les écoles qui le souhaitent, car il estime qu'il s'agit « d'un enjeu d’égalité entre les enfants ». Il a également assuré qu' « aujourd'hui vous avez des élèves en uniforme qui sont très beaux comme ça, qui sont heureux de le porter »,,. Cette prise de position dans les médias du ministre n'a cependant été suivie d'aucun changement réglementaire ou législatif.
En décembre 2023, pour améliorer le climat scolaire, le ministre de l'Éducation nationale Gabriel Attal annonce une expérimentation de l'uniforme obligatoire à l'école, au collège et au lycée dans les collectivités locales volontaires (elles financeront 50% des coûts de trousseaux d'uniforme distribué aux élèves). Deux ans d'expérimentation débutent en septembre 2024, notamment dans la région Auvergne-Rhône-Alpes et le département des Bouches-du-Rhône, mais, alors que mi-février, selon la Dgesco (direction générale de l'enseignement scolaire), 124 établissements expérimentaient la tenue unique (101 écoles, 15 collèges et 8 lycées), le 5 mars 2025, le conseil régional de Provence-Alpes-Côte d'Azur (Paca) annonce cesser son soutien (250 000 euros) aux deux lycées qui l'expérimentaient, pour cause d'« incertitude budgétaire » et d'« absence de garantie de cofinancement avec l'État » (« Sans visibilité sur un éventuel soutien de l'État, il aurait été irresponsable d'engager 44 millions d'euros, soit le prix d'un lycée neuf, pour une généralisation dans tous nos lycées » ; habiller douze millions d'élèves d'un trousseau de 200 euros reviendrait à 2,4 milliards d'euros)... Peu après, le gouvernement demande à l'Éducation nationale de financer la seconde année d'expérimentation.

### Irlande
La plupart des établissements primaires et secondaires d'Irlande imposent le port de l'uniforme, à l'exception des écoles multi-confessionnelles d'Educate Together, et des élèves qui repassent le Leaving Certificate (examen de fin d'études secondaires).

### Israël
Les uniformes scolaires étaient courants en Israël à sa création, mais sont tombés depuis en désuétude. Cependant, au cours des dernières années, le nombre d'écoles imposant l'uniforme s'est remis à augmenter. De nombreux professeurs, parents et élèves sont pour le retour de l'uniforme scolaire afin de limiter le fossé qui se creuse entre les élèves riches et pauvres.
Actuellement, les uniformes scolaires en Israël ne sont composés que d'un haut avec le logo de l'école. En été, il s'agit d'un simple t-shirt, en hiver d'un sweater, parfois avec une capuche. Les uniformes sont souvent disponibles dans plusieurs couleurs, ce qui permet aux élèves de personnaliser leur tenue tout en portant l'uniforme. Ils sont vendus à bas prix, ce qui les rend abordables même pour les familles pauvres.

### Italie
Les uniformes scolaires sont rares en Italie, probablement parce qu'ils sont associés à la période fasciste, où les jeunes étaient embrigadés dans des mouvements de jeunesse fascistes où ils portaient l'uniforme.
Cependant, jusque dans les années 1970, les lycéennes devaient porter un vêtement noir appelé grembiule, ressemblant à une robe universitaire, par-dessus leurs vêtements, les garçons n'ayant pas d'uniforme. C'était dû au fait que les lycées, contrairement aux autres écoles, étaient mixtes ; le grembiule était censé cacher le corps des filles afin qu'elles ne distraient pas les garçons. Cette pratique fut critiquée durant la révolution sexuelle des années 1960, puis abolie.
Le grembiule n'a pas tout à fait disparu : de nos jours, dans certaines écoles maternelles, il est conseillé aux parents de donner à leurs enfants un grembiulino, une version courte du grembiule souvent colorée, vendue à bas prix.
Le grembiule existe aussi dans certaines écoles élémentaires. Il est parfois conseillé aux filles de porter un grembiulino blanc ou rose, tandis que les garçons peuvent porter une veste de coton noire ou bleue. Dans d'autres établissements, garçons et filles portent un grembiule bleu. Certains parents envoient même leurs enfants à l'école en grembiule alors que l'établissement ne le demande pas.
Le poète et écrivain pour enfants Gianni Rodari décrit la vie d'adulte comme « une école sans grembiule ni bureau ».
En 2004, la WWF italienne a alerté les parents du danger des grembiule synthétiques pour les enfants.
En juillet 2008, la ministre de l'Instruction, Mariastella Gelmini, a proposé de réintroduire le grembiule dans les établissements publics, ce qui donna lieu à un débat dans la presse italienne.

### Japon

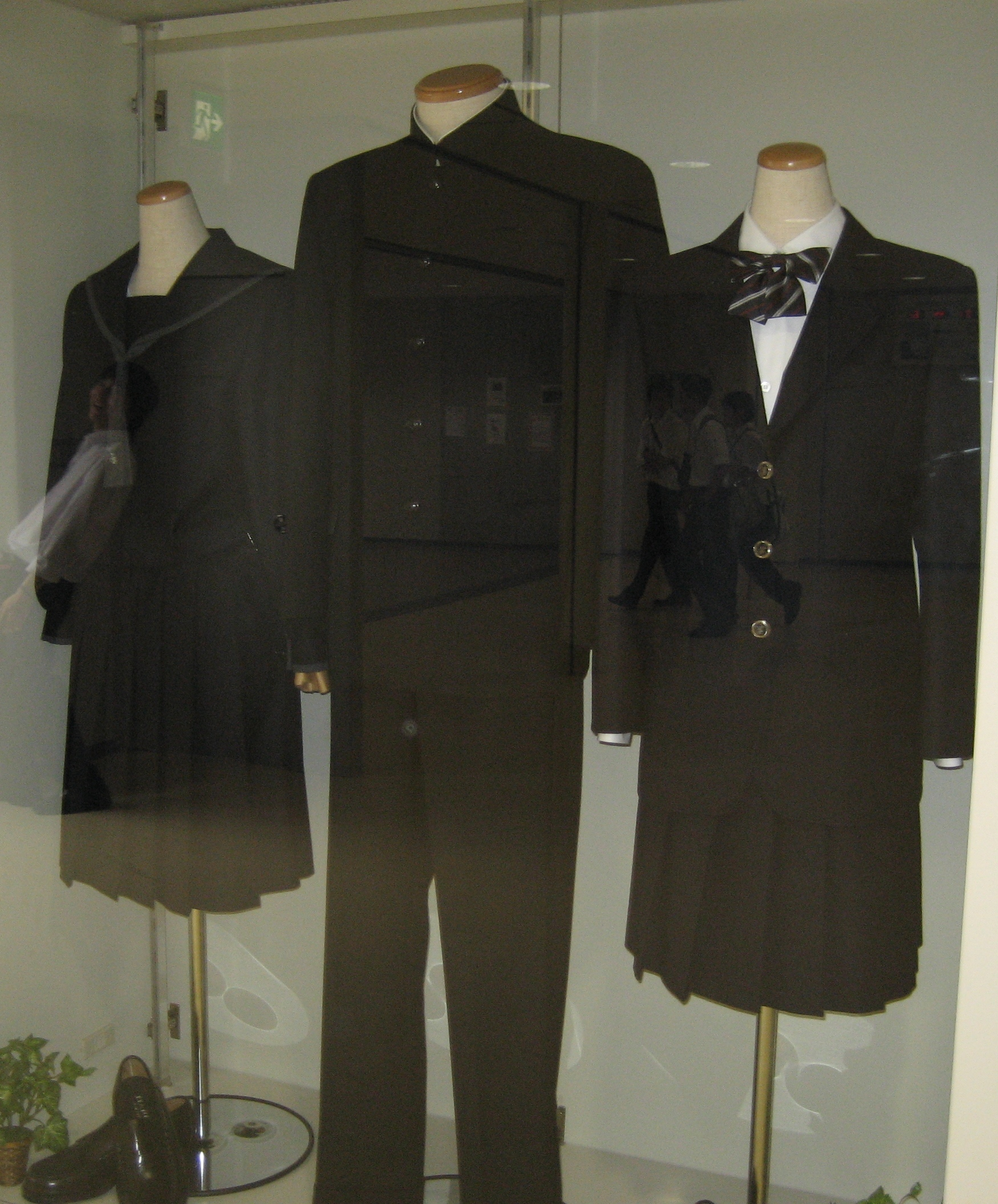
Exemples d'uniformes d'un lycée japonais : de gauche à droite, un sailor fuku, un gakuran et un uniforme féminin « occidentalisé ».

Le port de l'uniforme est obligatoire dans la plupart des établissements secondaires du Japon, et parfois dans les écoles primaires. Les établissements prévoient également des tenues spécifiques pour les activités sportives ; par exemple, pour les filles, cette tenue se compose d'un tee-shirt blanc et d'un mini-short (buruma) de couleur sombre en été. En hiver, la tenue de sport est un survêtement aux couleurs de l'école.
Les accessoires peuvent également être uniformisés : c'est le cas du randoseru, un sac à dos utilisé par la plupart des écoliers japonais.
Depuis quelques années, les uniformes traditionnels japonais (sailor fuku et gakuran) ont tendance à être remplacés par des tenues plus proches des uniformes occidentaux. La raison invoquée est souvent que les uniformes traditionnels portent une connotation militaire. Les nouveaux uniformes japonais se composent d'une chemise blanche, un pantalon, une veste et une cravate pour les garçons ; pour les filles, il s'agit d'un chemisier, une jupe plissée souvent à motifs écossais, une veste ou un pull sans manches et une cravate ou un nœud autour du cou.
Certaines jeunes Japonaises ajoutent des loose socks (sortes de grandes chaussettes très larges et longues, souvent blanches) à leur uniforme. Le but est souvent de pouvoir le personnaliser et maintenir ainsi une forme de mode vestimentaire.

### Liban
Au Liban, le port de l'uniforme scolaire est obligatoire. La plupart de ces uniformes sont composés d'un pantalon, une chemise avec un pull pour les garçons. Pour les filles, c'est une jupe plissée ou une jupe-culotte (un collant est ajouté en hiver) avec une chemise et un pull.
Pour rendre l'uniforme plus original, les filles enroulent souvent leurs jupes de façon à les retrousser, et les garçons déboutonnent quelques boutons de leurs chemises. Vers 2014, les écoles au Liban ont ajouté à l'uniforme un polo.
Quelques écoles publiques n'imposent pas d'uniforme au Liban.

### Malaisie

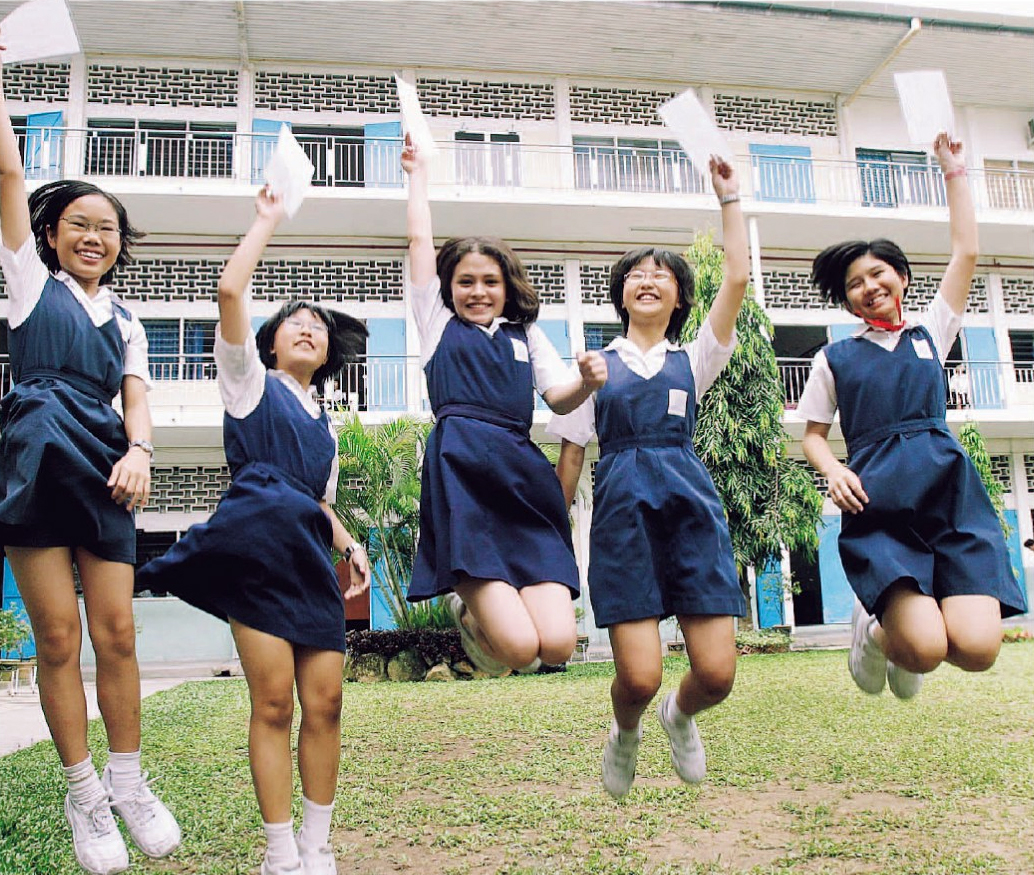
Des élèves d'une école primaire de Malaisie en robes chasubles.

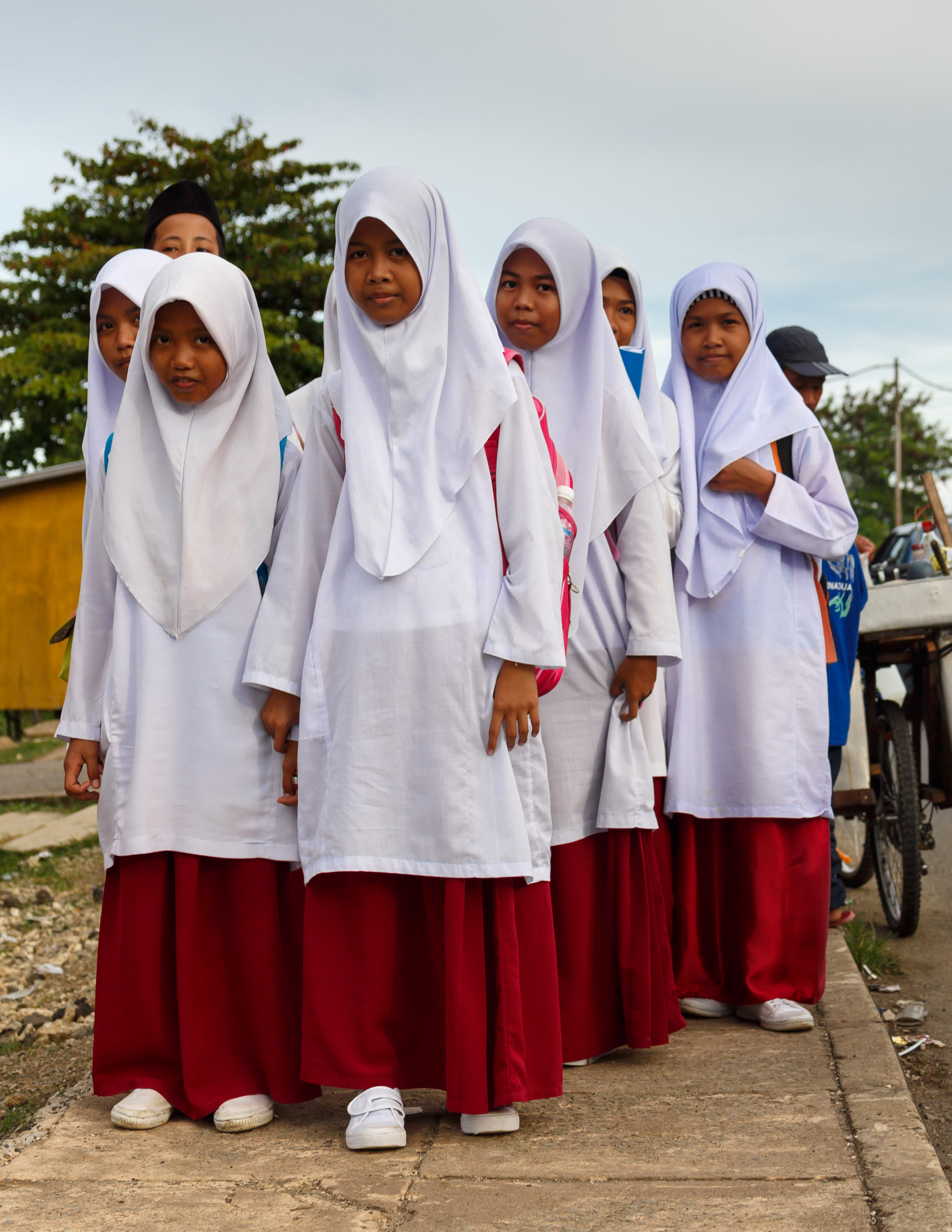
Suivant les États ou la nature confessionnelle des écoles, le port du voile est obligatoire. Ici une école dans le district de Sempora de l’État de Sabah.

Les uniformes scolaires sont apparus en Malaisie à la fin du XIXe siècle, pendant la colonisation britannique. De nos jours, l'uniforme est porté dans presque tous les établissements publics et privés, il est obligatoire pour tous les élèves
L'uniforme est le même dans tous les établissements publics.
- Dans les écoles primaires, il s'agit d'une chemise blanche et d'un pantalon ou (plus souvent) d'un short, noir ou bleu marine, pour les garçons, et d'une robe chasuble bleu marine par-dessus une chemise blanche pour les filles.
- Dans les établissements d'enseignement secondaire, l'uniforme est un peu différent : un short ou (plus souvent) un pantalon vert olive pour les garçons et une chasuble turquoise pour les filles.

L'écusson de l'établissement est généralement cousu ou collé sur la poitrine, du côté gauche ; certains établissements demandent que le nom de l'élève soit également cousu sur ses vêtements.
Certaines élèves, en particulier les élèves musulmanes, remplacent généralement la chasuble par une jupe longue turquoise ou bleu marine avec une tunique blanche à larges manches appelée baju kurung. Elles portent souvent un voile blanc à partir de l'enseignement secondaire. Il arrive cependant que des filles musulmanes portent la chasuble ou que des filles non-musulmanes portent le baju kurung. Les filles qui portent la chasuble portent généralement un short par-dessous, car la jupe ne descend généralement pas plus bas que les genoux.
Les écoles ont le droit de donner des uniformes différents aux élèves jouant le rôle de prefects, de bibliothécaires ou autres.
La coiffure des élèves est également contrôlée par les écoles et le ministère de l'Éducation. Les élèves ne sont pas autorisés à changer la couleur de leurs cheveux. Pour les garçons, il y a une longueur maximale autorisée, par exemple quelques centimètres au-dessus du cou. L'utilisation de gel coiffant est interdit dans certaines écoles afin d'empêcher la présence de coiffures extravagantes. Les filles ayant les cheveux longs doivent les attacher, par exemple en queue-de-cheval. Certaines écoles réglementent les couleurs et les types d'accessoires pour cheveux autorisés, d'autres demandent même aux filles d'avoir les cheveux courts.
Les écoles font respecter scrupuleusement les règlements liés aux uniformes, avec des contrôles fréquents par les professeurs et les prefects. Les élèves qui ne respectent pas le règlement sont d'abord avertis, puis peuvent recevoir des mauvais points, être renvoyés de l'école ou subir des châtiments corporels comme la canne.

#### Écoles privées
Les écoles privées, en particulier les écoles primaires, peuvent adopter le même uniforme que les écoles publiques, mais beaucoup d'entre elles ont leur propre uniforme. Dans beaucoup d'écoles privées, les garçons portent des polos aux couleurs de l'école tandis que les filles portent des jupes au lieu de chasubles. Le baju kurung est également accepté dans ces écoles.

#### Écoles maternelles
La tenue des élèves de beaucoup d'écoles maternelles en Malaisie est un uniforme à col marin rappelant le sailor fuku japonais. Ces écoles peuvent également avoir des tenues de sport spécifiques. Les autres écoles maternelles ont des uniformes analogues à ceux utilisés dans les écoles primaires.

### Malte
Tous les établissements scolaires de Malte imposent le port de l'uniforme à leurs élèves. Ils tendent à suivre l'usage britannique avec une jupe, un chemisier, une cravate, un blazer, des collants sombres et des chaussures à lacets pour les filles. Les garçons portent des pantalons larges et les filles plus jeunes des robes épaisses.

### Mexique

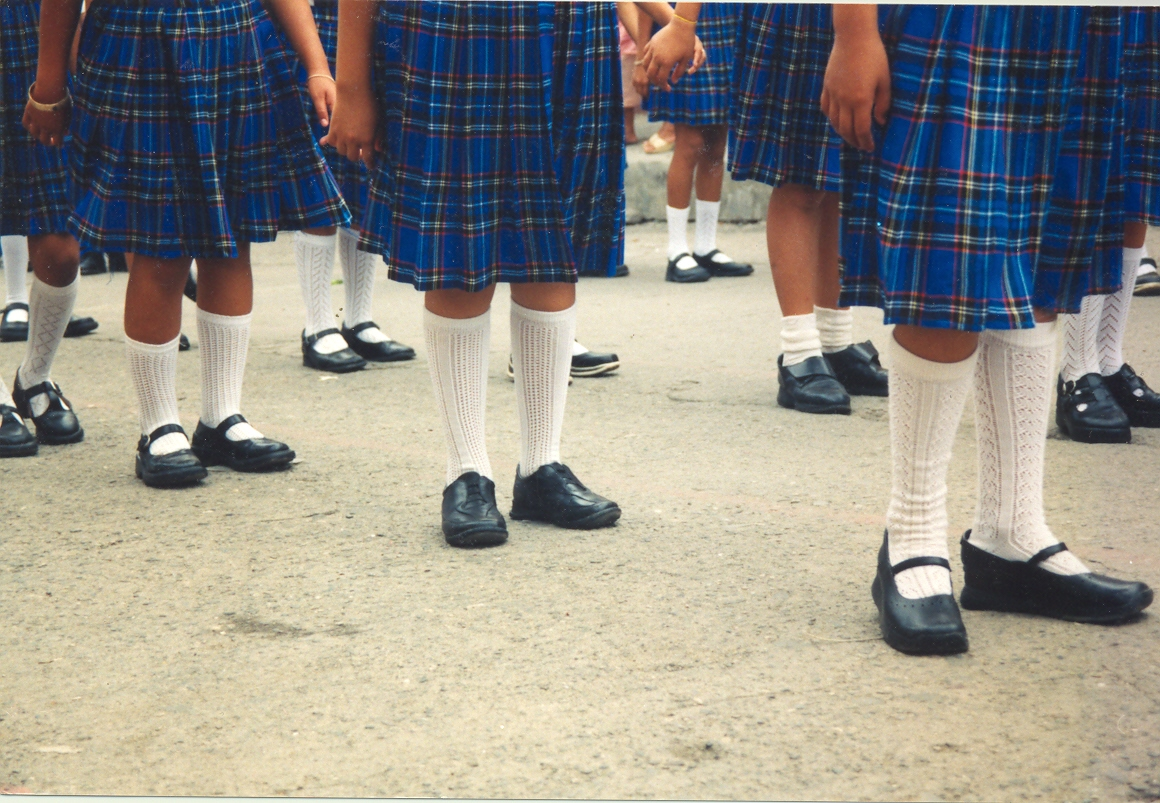
Uniformes de filles au Mexique.

Au Mexique, les élèves de tous les collèges publics portent l'uniforme ainsi que ceux de nombreux établissements privés.

### Nouvelle-Zélande
Beaucoup de collèges et de lycées de Nouvelle-Zélande suivent la tradition britannique des uniformes scolaires. Les uniformes peuvent inclure les éléments suivants :
- pull ou veste de l'école avec cravate ;
- chemise grise ou blanche ;
- pantalon ou short ;
- kilt pour les filles.

Les vestes sont de couleurs très variées selon l'établissement : elles peuvent être bleues, grises, pourpres, rouges, vertes ou noires. Certains établissements suivent la tradition britannique consistant à donner des couleurs contrastées au revers et au-devant de la veste. Les casquettes et autres couvre-chefs sont pratiquement abandonnés depuis les années 1970.
Pouvoir porter des pantalons plutôt que des shorts marque souvent le passage du collège au lycée. Dans certaines écoles, les élèves de dernière année ont l'autorisation de porter des vêtements « civils ». Il est courant dans beaucoup d'écoles, surtout les écoles de garçons, de porter des chaussettes montantes aux couleurs de l'école avec le short.
Pendant les années 1980 et 1990, les établissements ont eu tendance à abandonner l'uniforme traditionnel pour des tenues moins chères et plus « modernes » comme des polos et des polaires, voire d'abandonner complètement l'uniforme. La tendance semble s'être renversée récemment et peu d'établissements secondaires ont complètement abandonné l'uniforme.

### Philippines
Les uniformes scolaires sont courants aux Philippines pour les établissements primaires et secondaires, et dans certaines universités. Un uniforme est généralement constitué d'un polo blanc à manches longues ou courtes et un pantalon pour les garçons, et d'un chemisier blanc à manches longues ou courtes, un ruban et une jupe plissée pour les filles. Le bas de l'uniforme est généralement kaki, noir ou bleu. Les jupes sont généralement longues, sept à dix centimètres au-dessous du genou en général, le plus court est d'environ cinq centimètres au-dessous du genou.
Dans les années 1970 et 1980, l'uniforme était un polo à manches longues avec une cravate et un pantalon noir pour les garçons, et un chemisier à manches longues ou courtes avec un ruban et une jupe plissée bleue pour les filles. À cette époque, les jupes étaient plus courtes, environ 1 cm au-dessus du genou voire moins, tandis que les plus longues descendaient à deux centimètres au-dessous du genou. Mais l'augmentation des affaires de viol et de meurtre conduisit à des modifications de l'uniforme pour les filles dans les années 1990, avec des jupes plus longues.
L'uniforme des étudiants de l'Université des Philippines constitue un bon exemple. Les filles portent une jupe longue à carreaux rouges et blancs avec un chemisier blanc et une cravate assortie à la jupe. Les garçons portent un pantalon kaki et un polo.

### Royaume-Uni

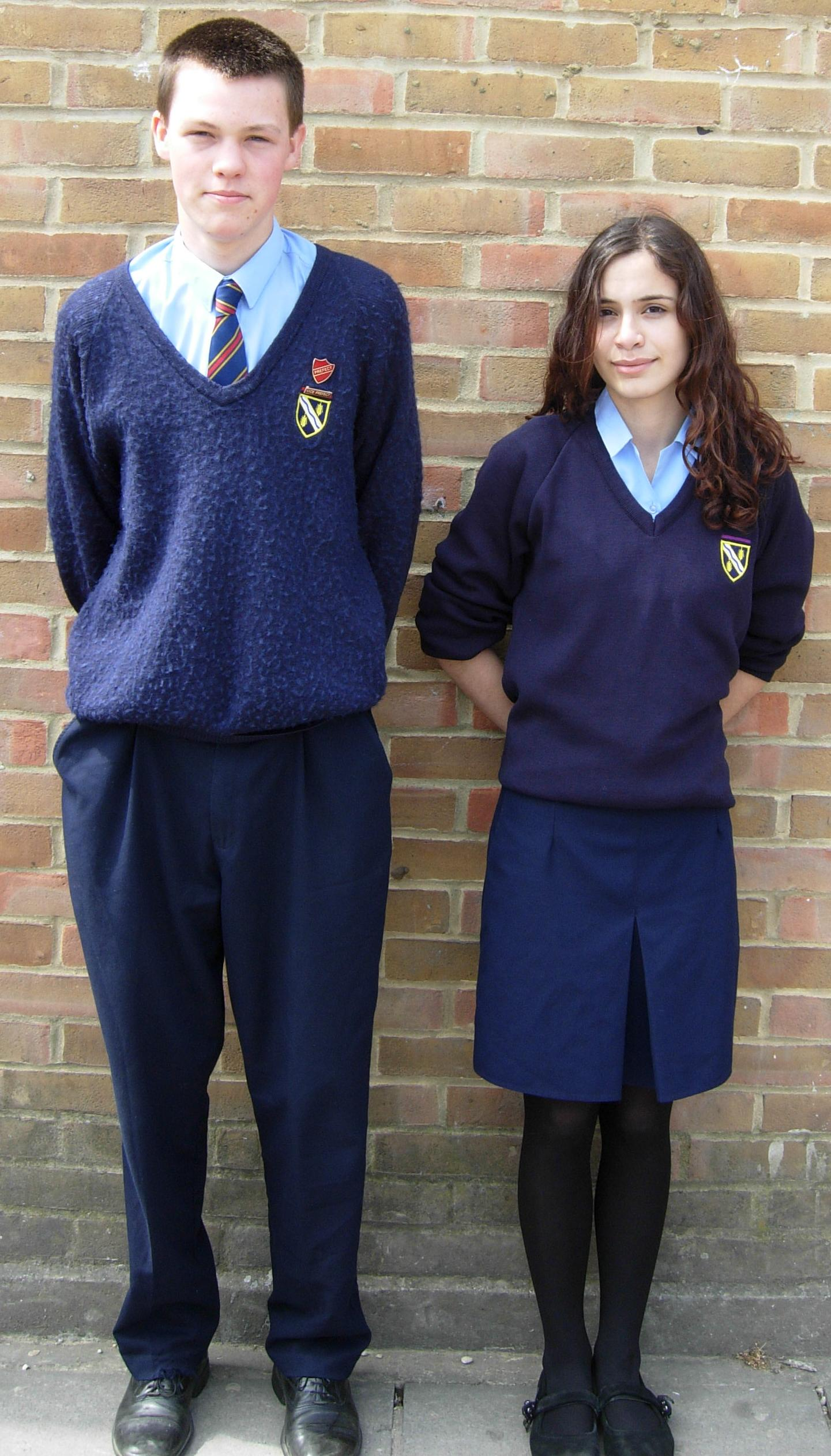
Lycéens anglais en uniforme.

L'uniforme scolaire est très courant au Royaume-Uni. Pratiquement tous les établissements publics et privés ont leur uniforme, ou au moins un code vestimentaire strict. L'uniforme se porte de 4 à 16 ans ; dans la plupart des lycées, les élèves de 16 à 18 ans doivent aussi porter l'uniforme ou se conformer à un code vestimentaire, mais le règlement est parfois assoupli. C'est davantage le cas quand le lycée est rattaché à une école que quand il est indépendant. Les universités n'ont généralement pas d'uniforme.
98 % des écoles publiques secondaires imposent l'uniforme, ainsi que 79 % des écoles primaires.
Exemple d'un uniforme en établissement d'enseignement secondaire :
- chemise blanche ou bleue ;
- cravate de l'école ;
- pantalon ou jupe, noir ou bleu marine ;
- chaussettes grises, blanches, bleu marine ou noires ;
- chaussures noires unies ;
- pull noir ou bleu marine à col en V, ou pull noir portant l'écusson de l'école ;
- manteau sobre.

La tenue pour l'éducation physique peut inclure :
- polo de l'école ;
- short bleu, noir, rouge, vert ou blanc ;
- pantalon de jogging ;
- jupe de sport ou gymslip (pour les filles) ;
- mini-short de sport (pour les filles) ;
- collant (pour les filles).

De plus, les écoles publiques et privées ont des règlements plus ou moins stricts sur le port de bijoux ou de maquillage, ou d'accessoires de mode. La plupart des établissements scolaires britanniques ne semblent pas souffrir de « guerre des marques » grâce au port de l'uniforme ; cependant, les élèves portant des uniformes bon marché ou abîmés sont souvent exclus par leurs camarades.
Bien qu'elle ne fasse pas partie de l'uniforme officiel, la parka est devenue très populaire en complément de l'uniforme en hiver dans les années 1970 et 1980. Ces manteaux étaient relativement bon marché, donc abordables pour la plupart des familles, si bien que beaucoup de garçons en portaient (c'était moins vrai pour les filles). La mode est retombée dans les années 1990 mais la parka fait son retour actuellement, même si sa cote de popularité n'atteint pas son niveau des années 1980.
Dans les zones accueillant une large population musulmane, certaines écoles autorisent les filles à porter des tenues en accord avec leurs principes religieux, généralement à condition qu'elles soient aux couleurs de l'école. Selon le degré d'observance des coutumes de l'élève et la tolérance de l'école vis-à-vis des tenues non réglementaires, cela peut donner lieu à des conflits.
Pendant les années 1990, la tendance est passée aux sweats et aux polos arborant l'écusson de l'école, en particulier dans les écoles primaires et de plus en plus dans les établissements secondaires. Ils étaient perçus comme un moyen de moderniser l'uniforme et de le rendre plus abordable pour les familles défavorisées qui n'avaient pas forcément les moyens d'acheter des blazers. De plus, la mise en place du chauffage central dans les écoles a fait augmenter la température dans les classes au cours des 50 dernières années, ce qui rend les pulls épais et les vestes moins pratiques, et incite certaines écoles à adopter des uniformes plus adaptés à la température. Dans certains cas, au contraire, les écoles réintroduisent le blazer et la cravate afin de rendre leurs élèves plus élégants et pour empêcher les violences.
Dans plusieurs établissements d'enseignement secondaire, les filles commencent à porter des pantalons au lieu des jupes dans leurs uniformes, mais cela dépend des écoles et des régions. En particulier en dernière année, les shorts à la mode au Royaume-Uni sont désormais autorisés en été. Contrairement aux États-Unis, aucune loi n'oblige à avoir des uniformes « unisexes », si bien que, plus particulièrement dans les établissements privés, l'uniforme des filles est très différent de celui des garçons.
Les night clubs britanniques organisent souvent des soirées à thème où les membres arborent des versions « adultes » de l'uniforme scolaire. Cette pratique est controversée car elle associe des vêtements d'enfant à des fantasmes sexuels et à l'alcoolisme. Angus Young du groupe AC/DC est connu pour porter son uniforme scolaire sur scène.

### Singapour

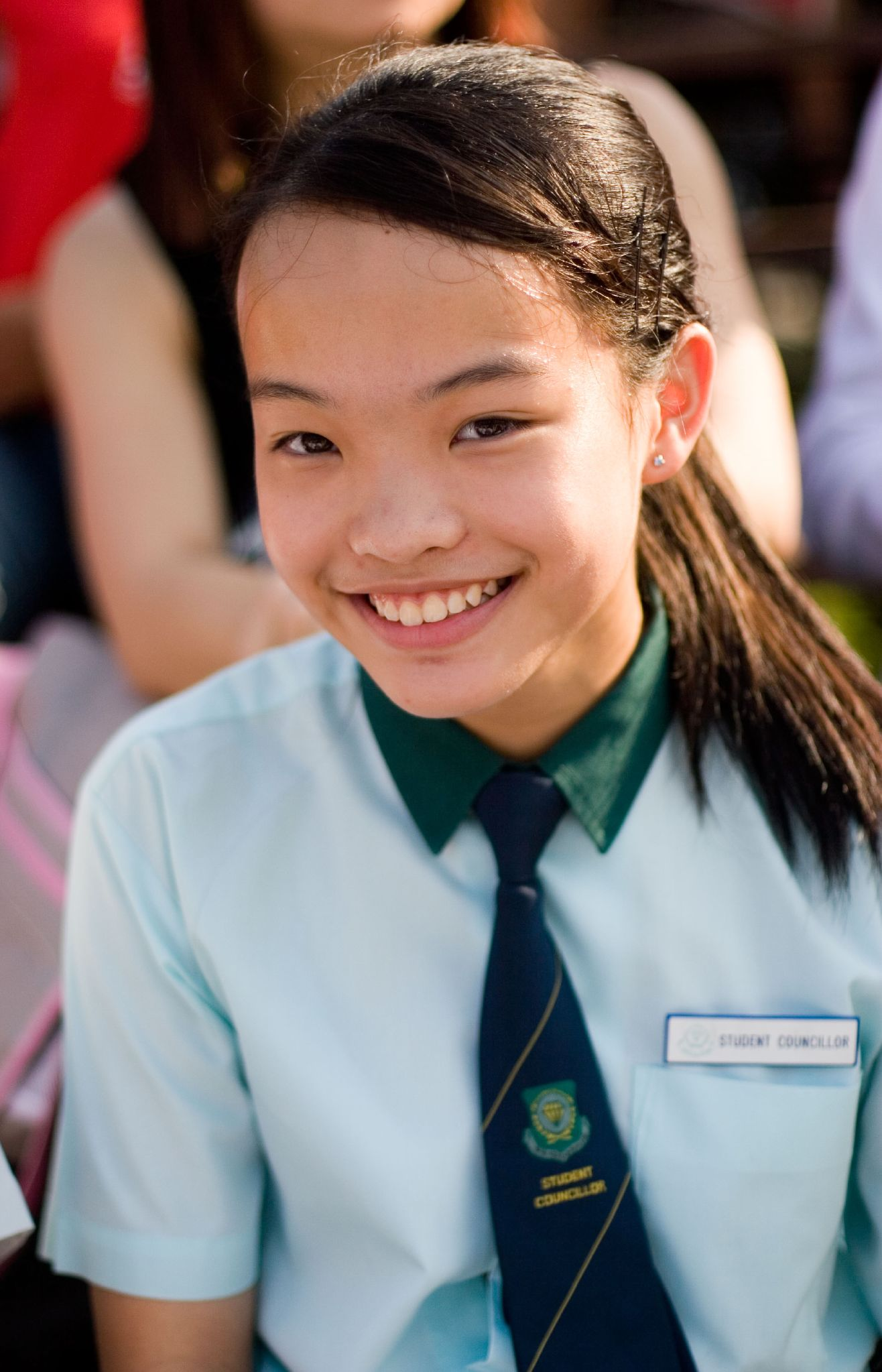
Une écolière de Singapour en uniforme.

La plupart des écoles de Singapour imposent le port de l'uniforme, sauf certains établissements comme la Singapore American School. L'uniforme pour les garçons se compose généralement d'une chemise à manches courtes et d'un short ou un pantalon. Celui des filles peut inclure une chasuble ou une jupe avec un chemisier, sauf pour certaines écoles comme la Singapore Chinese Girls' School qui ont des tenues particulières. Les filles portent généralement des shorts sous leur jupe.

### Taïwan
Presque toutes les écoles de Taïwan ont un code strict lié aux uniformes. Celui du Premier lycée de filles de Taipei compte parmi les plus célèbres ; il se compose d'un chemisier vert foncé et d'une jupe noire, ce qui contraste avec les couleurs plus claires des autres établissements. Sa couleur est liée au fait que le lycée est situé près du palais présidentiel, et que la tenue devait permettre de se camoufler en cas de raid aérien. Depuis, la couleur traditionnelle est restée.
Les motifs et les couleurs varient entre les écoles, ainsi que les règlements.
À partir de l'école primaire, chaque élève reçoit un numéro d'identification à 5 ou 6 chiffres ; par exemple, « 51006 » peut signifier « 5e année, classe no 10, élève no 06 ». Au début de l'année scolaire, l'élève reçoit une série d'étiquettes avec son numéro, qui doivent être attachées ou cousues sur son uniforme.
Dans la plupart des cas, à partir du collège, les élèves reçoivent un numéro d'identification permanent, qui doit être brodé sur sa veste ainsi que son nom. Dans les lycées, la coiffure peut être imposée par le règlement, en particulier pour les filles.
Les uniformes sont généralement composés de :
- un polo ou un chemisier aux couleurs et au logo de l'école, parfois de couleurs différentes pour les filles et les garçons ;
- un short noir ou bleu marine pour les garçons ;
- une jupe plissée noire ou bleu marine pour les filles, parfois avec des bretelles ;
- un pantalon en cas de froid (pour garçons et filles) ;
- une ceinture en tissu, généralement ornée du nom de l'école (à partir du collège) ;
- des chaussures et des chaussettes uniformisées (à partir du collège) ;
- le blazer de l'école brodé au numéro de l'élève (à partir du collège) ;
- un sac (à partir du collège).

Le numéro d'identification est utilisé par les surveillants (糾察隊, parfois qualifiés du terme insultant de « nazis » à cause de la manchette rouge de leur uniforme) et permet d'identifier l'élève à la manière d'une plaque d'immatriculation automobile.
Il n'y a généralement pas de code vestimentaire dans les universités, sauf pour certains établissements catholiques ou bouddhistes. Pourtant, beaucoup d'associations d'étudiants y organisent des « journées de l'uniforme » (制服日) où les étudiants portent l'uniforme de leur ancien lycée en classe.

### Thaïlande

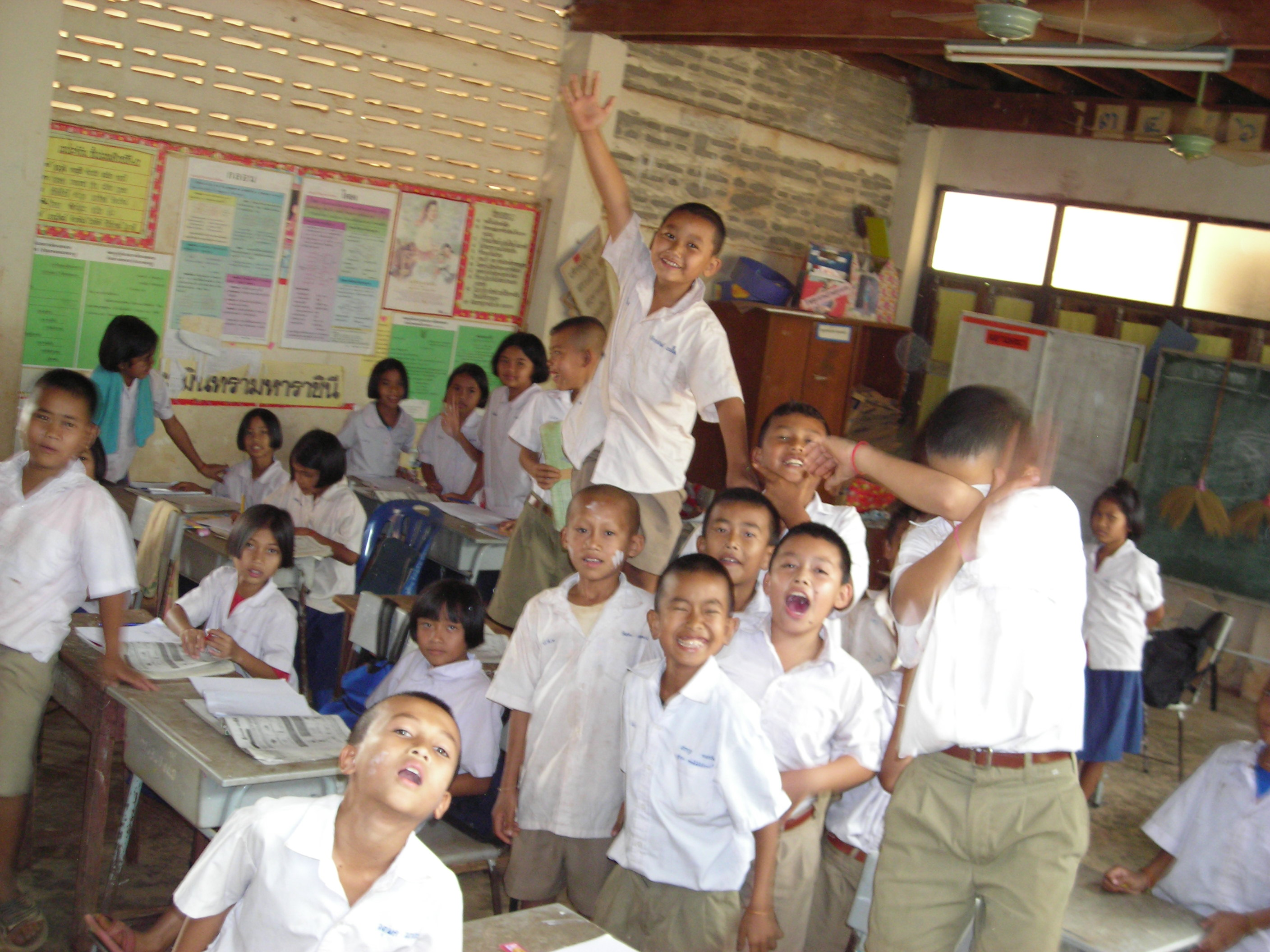
Thaïlande : une classe primaire en école publique.

La Thaïlande impose l'uniforme pour tous ses élèves à l'école publique ou privée : École publique : garçons shorts kaki et chemise blanche, fille jupe bleue et chemisier blanc (primaire). Garçon shorts bleu ou noir, chemise blanche, fille jupe verte ou noire (secondaire et technique). Les écoles privées ont la latitude de choisir les couleurs des shorts et jupes, les chemises sont le plus souvent blanches.
À l'école primaire, les élèves sont en uniforme de scouts toute la journée du jeudi, les garçons en kaki, les filles en vert.